# AntBoy
AntBoy (bra: O Garoto-Formiga) é um filme dinamarquês lançado em 2013, com a direção de Ask Hasselbalch e  estrelado por Oscar Dietz. O longa é baseado na série de quadrinhos "AntBoy" de Kenneth Bøgh Andersen. O filme foi lançado em 3 de Outubro de 2013 na Dinamarca.

## Elenco
- Oscar Dietz - Nørhmann / Garoto-Formiga
- Nicholas Bro - Dr. Gæmelkrå / Pulga
- Samuel Ting Graf - Wilhelm
- Amalie Kruse Jensen - Ida
- Lark Winther - Mãe
- Frank Thiel - Pai
- Elsebeth Steentoft
- Johannes Jeffries Sørensen - Mark
- Cecilie Alstrup Tarp - Amanda
- Marcuz Jess Petersen - Allan
- Thomas Voss - Carsten
- Caspar Phillipson - Sr. Sommersted
- Jonas Schmidt - Fotógrafo da Escola
- Aske Bange - Ladrão
- Inge Lise Goltermann - Polícial
- Nanna Schaumburg-Müller - Professora de Pelle